# 航技研 VTOL実験機
VTOL実験機（ブイトールじっけんき）は、日本の航空宇宙技術研究所（航技研・NAL）が計画したリフトジェット方式の実験用垂直離着陸機（VTOL機）。実機は製造されていない。

## 概要
航技研では、1962年（昭和37年）に設置された「V/STOL委員会」が定めた年次計画において、1967年（昭和42年）度以降に研究される第3段階内で、フライングテストベッドによる試験を経た上での高速V/STOL実験機の飛行試験を予定した。
フライングテストベッドの実験が行われた後の1970年（昭和45年）頃には試作研究の検討が開始され、1973年（昭和48年）度からの5ヶ年間に計画を実施するものとされた。昭和48年度、昭和49年度といった形で外形案などの概念設計が繰り返され、航技研の突風風洞にて1/10スケールの模型を用いた風洞実験も行われた。また、富士重工業においても初期計画などが受注され、一部の要素実験が進められていた。しかし、1973年に発生した第1次オイルショックの影響を受けて予算面での問題が生じ、詳細計画図などが未成の段階で計画は中止された。
機体は、ホバリングからの遷移飛行の研究に主眼を置いた、T-1をベース機とする有人の小型ジェット機である。昭和49年度の設計案では、航技研が開発したJR100系リフトエンジンの推力を約10パーセント強化し、整備性向上を図って形状を変更した「JR100V」を、VTOL用として胴体中央部に4基一列に装備。その後方にゼネラル・エレクトリック製の「CJ610」を、リフトエンジンの空中始動用空気源を兼ねた推進用エンジンとして1基、補助動力装置（APU）とともに搭載する。また、自動安定装置やリフトエンジンの自動始動システムも備えられる予定だった。

## 諸元（昭和49年度案・計画値）
出典：「リフトジェットエンジンの研究開発（II）」 1 - 3,5頁。
- 全長：11.54 m
- 全幅：10.05 m
- 全高：4.32 m
- 全備重量：4,500 kg
- エンジン：
  - 航技研 JR100V ターボジェットエンジン（推力：1,181 kg） × 4
  - GE CJ610 ターボジェットエンジン × 1
- 航続時間：48分
- ホバー時間：7分